# كارلوس ألفيس (لاعب كرة قدم)
كارلوس ألفيس (بالبرتغالية: Carlos Alves Júnior‏) هو لاعب كرة قدم برتغالي، ولد في 10 أكتوبر 1903 في لشبونة في البرتغال، وتوفي بنفس المكان في 12 نوفمبر 1970. شارك مع منتخب البرتغال لكرة القدم. أما مع النوادي، فقد لعب مع أتليتيكو كلوب دي برتغال ونادي بورتو.

## وصلات خارجية
- كارلوس ألفيس (لاعب كرة قدم) على موقع قاعدة بيانات كرة القدم.إي يو (الإنجليزية)
- كارلوس ألفيس (لاعب كرة قدم) على موقع ناشيونال فوتبول تيمز (الإنجليزية)
- كارلوس ألفيس (لاعب كرة قدم) على موقع أوليمبيديا (الإنجليزية)